# 圣让迪法尔加
圣让迪法尔加（法語：Saint-Jean-du-Falga，法語發音：[sɛ̃ ʒɑ̃ dy falɡa]）是法国阿列日省的一个市镇，属于帕米耶区。

## 地理
圣让迪法尔加（43°5'13"N, 1°37'40"E）面积4.03 平方千米，位于法国奧克西塔尼大區阿列日省，该省份为法国西南部内陆省份，西部和北部与上加龙省接壤，东临奥德省，东南至东比利牛斯省接壤，南与安道尔和西班牙接壤。
与圣让迪法尔加接壤的市镇（或旧市镇、城区）包括：伯纳格、帕米耶、瓦里耶、韦尔尼奥勒、里约德佩勒波尔。

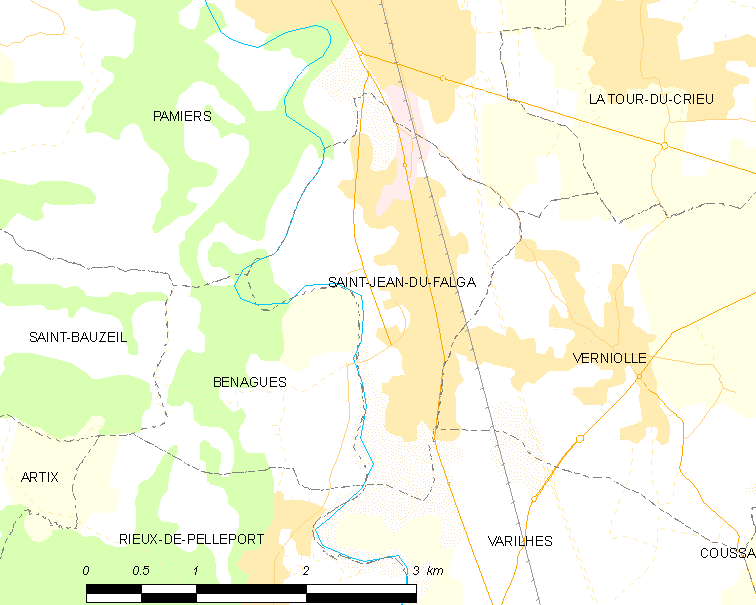
圣让迪法尔加的OSM定位图

圣让迪法尔加的时区为UTC+01:00、UTC+02:00（夏令时）。

## 行政
圣让迪法尔加的邮政编码为09100，INSEE市镇编码为09265。

## 政治
圣让迪法尔加所属的省级选区为帕米耶第一县。

## 人口

1962-2008年间圣让迪法尔加人口变化图示

圣让迪法尔加于2022年1月1日时的人口数量为2864人。